# 馬克·雷蒙 (雕塑家)
馬克·雷蒙（英語：Marc Raymond，1968年11月8日—），瑞士男雕塑家，擅長使用彩繪木材和膠合板創作抽象雕塑。他的雕塑和紙面作品曾在瑞士、加拿大、法國、德國、葡萄牙和希臘的畫廊及文化中心舉辦個人和團體展覽。

## 早年
馬克·雷蒙1968年11月8日生於瓦莱州馬蒂尼，並在薩永長大。完成基本教育後，他接受了木匠和細木工培訓，然後前往布里恩茨的木雕學院學習。獲得學位後，雷蒙1996年在薩永成立個人工作室。事業起步期間，他的雕塑作品以人類為主。隨著時間推移，作品逐漸變大，且變得更加貼近自然原貌。
1991年他在美國待了六個月，1999年和2000年在中國待了一年。

## 延伸閱讀
- Tambakis, Nikolaos & Bargianni, Elissabet.  [National Garden: A Place With a Long Horticultural History]. Athens, Greece: Amis du Jardin National. 2016  [2024-10-15]. ISBN 9786188257306. （原始内容存档于2024-09-25） （希腊语）.
- Cordonier, Jacques; Olesen, Mads; Gartentor, Heinrich; Largey, Anne Jean-Richard; Ribordy, Véronique; Taramarcaz, Josette & Tissières, Floriane. . Martigny, Suisse: Art Ray Éditions, Martigny. 2013  [2024-10-15]. （原始内容存档于2024-12-25） （法语）.
- Lemonidou, Eve. . New York, New York: Lemonidou Eve. 2010. ISBN 978-9609322980.

## 外部連結
- 官方网站